# سعيد عزت اللهي
سعيد عزت اللهي آفاق (بالفارسية: سعید عزت‌اللهی‏)؛ مواليد 1 أكتوبر 1996) هو لاعب كرة قدم إيراني يلعب لصالح نادي شباب الأهلي الإماراتي و‌منتخب إيران لكرة القدم. يلعب في المقام الأول كلاعب وسط محوري.
أصبح عزت الله أصغر هداف في تاريخ منتخب إيران لكرة القدم في سن 19 عاماً و42 يوماً بعد تسجيله في الفوز 3–1 ضد تركمانستان في 12 نوفمبر 2015.

## الإنجازات

### النادي
روستوف
- الدوري الروسي الممتاز الوصيف: 2015–16

### فردية
- جائزة الاتحاد الإيراني لكرة القدم لأفضل لاعب شاب في الموسم: 2012–13

## روابط خارجية
- سعيد عزت اللهي على موقع الاتحاد الدولي (مؤرشف)  (الإنجليزية)
- سعيد عزت اللهي على موقع الاتحاد الأوربي (الإنجليزية)
- سعيد عزت اللهي على موقع قاعدة بيانات كرة القدم.إي يو (الإنجليزية)
- سعيد عزت اللهي على موقع ناشيونال فوتبول تيمز (الإنجليزية)
- سعيد عزت اللهي على موقع Soccerway.com (الإنجليزية)
- سعيد عزت اللهي على موقع عالم كرة القدم.نت (الإنجليزية)
- سعيد عزت اللهي على موقع AS.com (الإسبانية)